# الثعابين في الأساطير

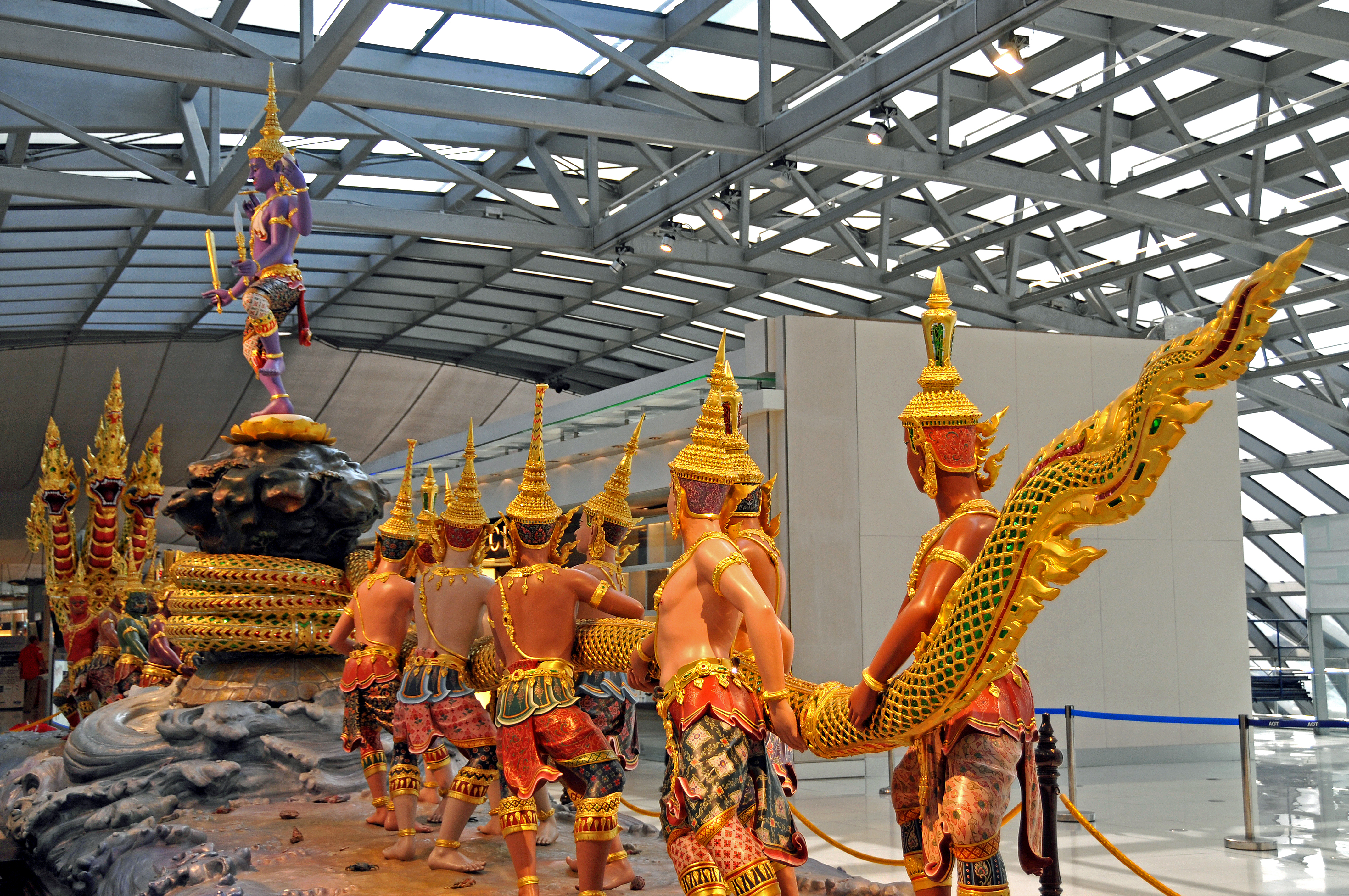
اساطير الثعابين

بدا أن سلوك الثعابين وسمات وجوهها (مثل، عينان لا ترمشان، وبلا جفن) يشيران إلى أنها كانت ذكية، وعاشت بالعقل وليس الغريزة، ومع ذلك كانت عمليات تفكيرها غريبة عن البشر مثل طرق حركتها.
كانت الثعابين في معظم الثقافات رمزية ورموزًا للشفاء والتحول، ولكن كانت الثعابين في بعض الثقافات رموزًا للخصوبة، على سبيل المثال، أدى الهوبي في أمريكا الشمالية رقصة ثعبان سنوية للاحتفال باتحاد شاب الثعبان (روح السماء) وفتاة الثعبان (روح العالم السفلي) ولتجديد خصوبة الطبيعة. خلال الرقصة، كانوا يتعاملون مع ثعابين حية، وفي نهاية الرقصة كانوا يطلقونها في الحقول لضمان محاصيل جيدة. «رقصة الثعبان هي صلاة لأرواح الغيوم والرعد والبرق لكي يسقط المطر على المحاصيل المتنامية...» مثّلت الثعابين في ثقافات أخرى[أيها؟] الحبل السري، الذي يربط جميع البشر بأمنا الأرض. امتلكت الإلهة العظيمة غالبًا ثعابين كمُتحوّلين تابعين لها -تلتف أحيانًا حول عصاها المقدسة، كما في جزيرة كريت القديمة- وكانت تعبد باعتبارها وصيات على أسرارها ولادتها وتجددها.

## الخلود
اعتبرت بعض الثقافات الثعابين خالدة لأنها تتجسد من نفسها عندما تُسلخ جلودها. ارتبطت الثعابين غالبًا بالخلود لأنها لوحظت وهي تعض ذيولها لتشكيل دائرة ولأنها تشكل لوالب عند التفافها. وكانت كل من الدوائر واللوالب تعتبر رموزًا للأبدية. كانت للدائرة أهمية خاصة في الأساطير الداهومية إذ أحاط الإله الثعبان دان بالعالم مثل الحزام، ليشده ويمنعه من التجزّؤ إلى شظايا. وفي الأساطير المصرية، مُثلت حالة الوجود قبل الخلق، بأن إله الشمس رع وجميع المخلوقات يبرز من ثعبان ملفوف عدة لفات، ويعودون كل ليلة ثم يولدن من جديد كل صباح، وذلك حسب أمدوات (كتاب الآخرة). أيضًا، يُمثل الثعبان الذي يعض ذيله (الأوربوروس) البحر باعتباره الحلقة الأبدية التي تحيط بالعالم. كان للأفعى قدرات شفائية في مصر. أُلّفَت الترانيم وقدمت العروض لها إذ اعتُقد أن الإلهة يمكن أن تظهر من خلال الثعبان. «في ترنيمة للإلهة مرت سجر، يروي عامل في مقبرة طيبة كيف جاءت إليه الإلهة على شكل ثعبان لشفاء مرضه» (بان 1967: 617).
في كونيات وديانة السيريريون، يرمز الثعبان إلى البانغول، وهي أرواح قديسي وأسلاف شعب سيريريون في غرب أفريقيا. عندما يموت شخص، يعتقد السيريريون أن روحه يجب أن تشق طريقها إلى جاني (مكان تذهب إليه الأرواح الخيرة). قبل أن تصل الروح إلى جانيو لتتجسد مجددًا (بالسيريريونية: ciiɗ)، يجب أن تتحول إلى ثعبان أسود. خلال هذا التحول، يختبئ الثعبان في شجرة. ولهذا السبب، يُحرّم قتل الثعابين في ثقافة السيريريون. وتمنح الثعابين درجة كبيرة من الاحترام، إذ تُعتبر تجسيدًا فعليًا ورمزًا لأرواح قديسيهم وأجدادهم. ومثل نظرائهم السيريريون، يُقدس شعب الدوجون في مالي الثعبان تقديسًا كبيرًا. تلعب الثعبان دورًا نشطًا في كونيات وديانة الدوجون. وتستند أساطير ليبي، سلف الدوجون البدائي، بالكامل تقريبًا على أساطير الثعبان. يقولون في الديانات الأفريقية التقليدية، إن الثعبان ليبي قاد شعب دوجون من ماندي إلى منحدرات باندياغارا (موطنهم الحالي) عندما قرروا الهجرة للفرار من الأسلمة والاضطهاد. يعتقد شعب دوجون أن ليبي هو تجسيد لسلف دوجون الأول - الذي تجسدعلى شكل ثعبان.
كانت الثعابين مهمة للغاية في الثقافة السومرية باعتبارها رمزًا للشفاء. في شريعة حمورابي (نحو 1700 قبل الميلاد) اعتُبر الإله نينازو راعي الشفاء، وصوّر ابنه، نينغيشزيدا، مع رمز الثعبان والعصا (بان 1967: 618).

## أساطير الخلق
كانت الثعابين سمة مشتركة للعديد من أساطير الخلق، على سبيل المثال كان لدى العديد من الأشخاص في كاليفورنيا وأستراليا أساطير عن ثعبان قوس قزح، والذي كان إما الأرض الأم ذاتها التي أنجبت جميع الحيوانات، أو إله الماء الذي خلقت بتلوّيه الأنهار والجداول والمحيطات. في الأسطورة الهندية القديمة، ابتلع الثعبان أهي أو فريترا المحيط البدائي ولم يطلق الكائنات المخلوقة حتى قسم إندرا معدة الثعبان بصاعقة. وتقول أسطورة أخرى، أن فيشنو الحامي نام على لفائف الثعبان العالمي شيشا (أو «أنانتا اللاّنهائية»؛). استند شيشا بدوره على كورما وعندما تحرك كورما، تحرك شيشا وتثاءب فتسبب فغر فكيه في حدوث زلازل.

في الأساطير الصينية، خلقت نوا، أفعى تملك رأس امرأة، أول بشري. وخلقت البشر واحدًا تلو الآخر باستخدام الطين. 
صنعت مسرورةً شخصية أخرى ثم أخرى ثم أخرى، وشكلت كل منها بنفس الطريقة. سلّت نوا نفسها يومًا بعد يوم بصنع الشخصيات الطينية وشاهدها وهي تدب فيها الحياة.
للحفاظ على طاقتها، غطّست حبلًا في الطين ونقرت عليه حتى سقطت بقع الطين في كل مكان؛ أصبحت كل بقعة طين إنسانًا فرديًا. أصبح البشر الذين خلقتهم في البداية ذو طبقة عالية، ولكن أصبح البشر الآخرون ذو طبقة منخفضة.